# Gdeszyn
Gdeszyn [pronunciación en polaco: /ˈɡdɛʂɨn/] es un pueblo ubicado en el distrito administrativo de Gmina Miączyn, dentro del condado de Zamość, Voivodato de Lublin, en el este de Polonia. Se encuentra a unos 12 kilómetros al noreste de Miączyn, a 29 kilómetros al este de Zamość, y a 92 kilómetros al sureste de la capital regional Lublin.